# Rudolf Antoníček
Rudolf Antoníček (ur. 17 marca 1921  w Hranicach, zm. 28 kwietnia 2016 w Brnie) – czeski taternik, alpinista i instruktor taternictwa.
Rudolf Antoníček był najbardziej aktywny jako taternik w latach 1951–1957, dokonał wówczas szeregu przejść, głównie zimowych. W latach 60. pracował jako instruktor i trener taternicki. Antoníček uczestniczył w szeregu czechosłowackich wypraw w różne pasma górskie świata, był m.in. na Kaukazie (przejście północno-zachodniej ściany Uszby) i w Alpach. W latach 1955–1964 udzielał się w czechosłowackich organizacjach alpinistycznych.

## Ważniejsze tatrzańskie osiągnięcia wspinaczkowe
- zimowe przejście drogi Grósza na wschodniej ścianie Lodowego Szczytu,
- zimowe przejście drogi Stanisławskiego na północnej ścianie Małego Kieżmarskiego Szczytu,
- zimowe przejście Komina Sawickiego na południowo-zachodniej ścianie Gerlacha,
- letnie i zimowe przejście grani głównej Tatr Wysokich.